# Schienenreinigungsfahrzeug

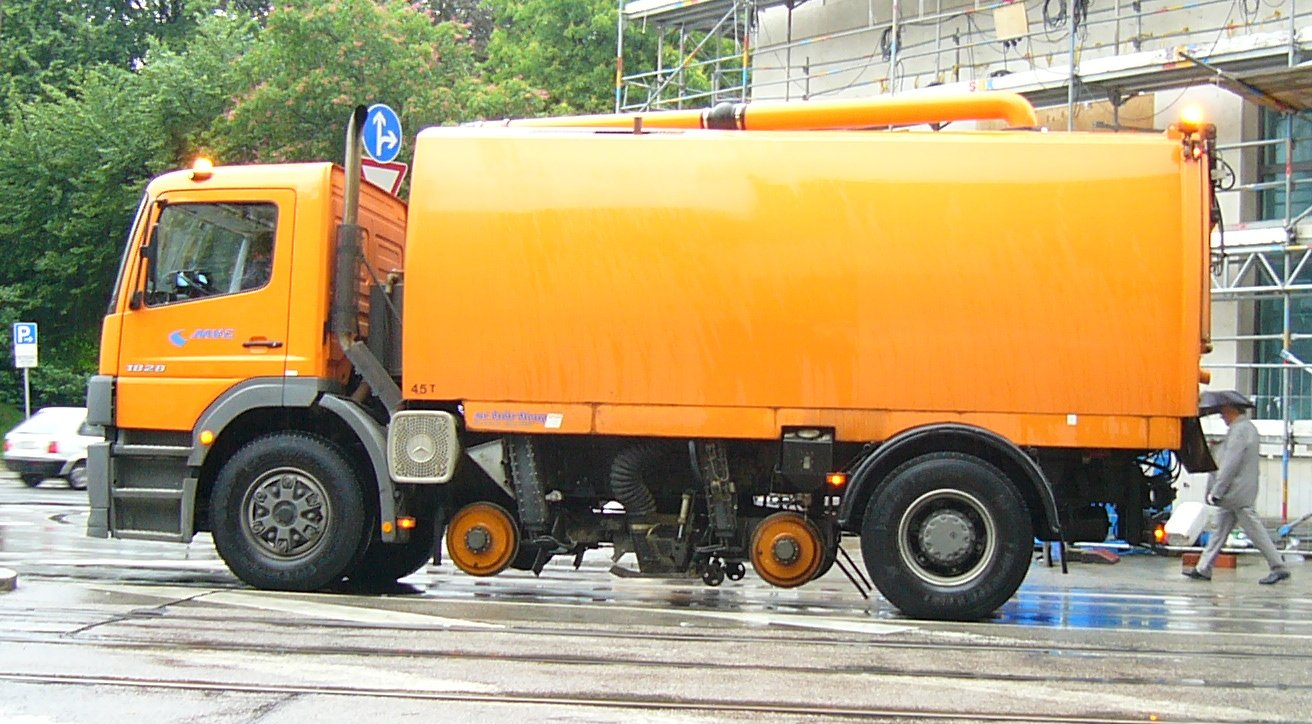
Schienenreinigungsfahrzeug in München

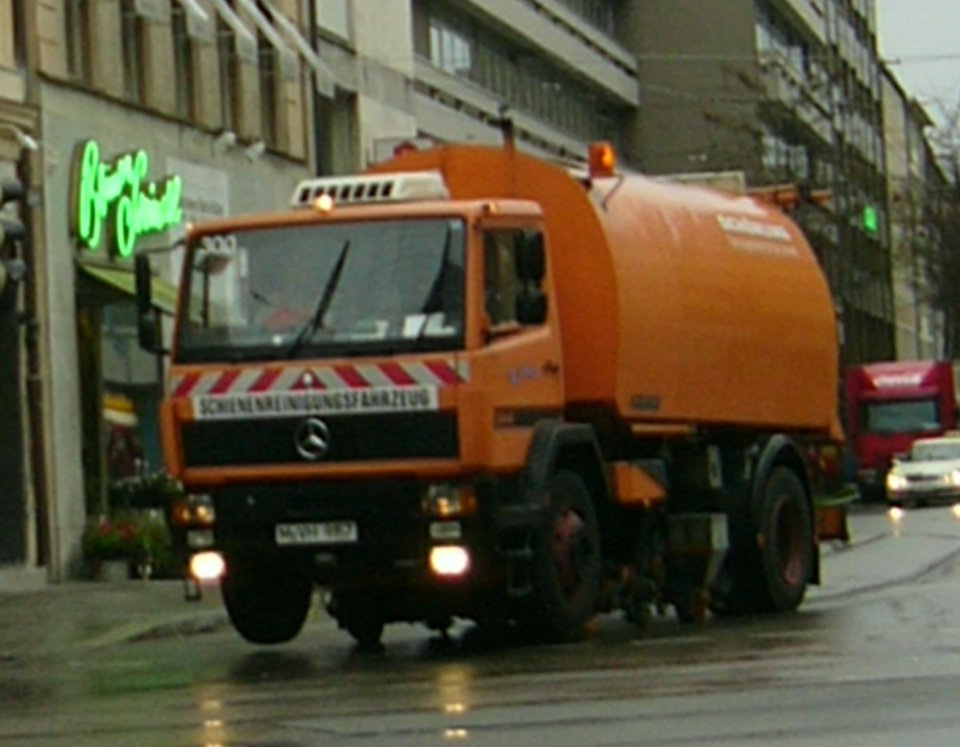
Schienenreinigungsfahrzeug in München

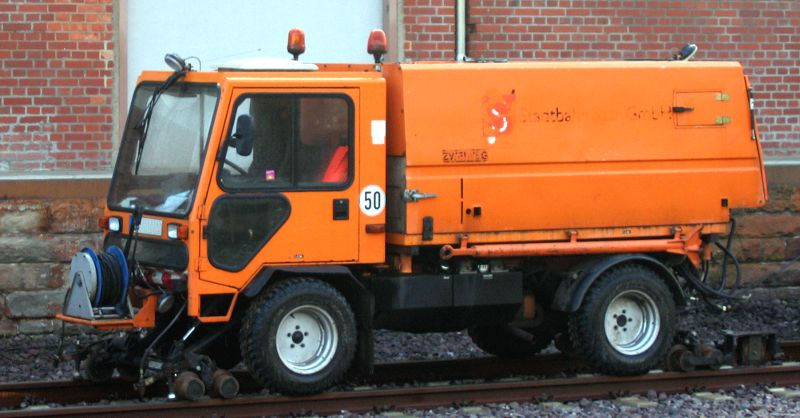
Multifunktionaler Kleinst-Lkw als Zweiwegefahrzeug (u. a. zur Schienenreinigung bei einer Stadtbahn)

Ein Schienenreinigungsfahrzeug ist ein Straßenfahrzeug, das als selbstfahrende Arbeitsmaschine sowohl am Straßenverkehr als auch am Schienenverkehr teilnehmen kann. Dieses Zweiwegefahrzeug ist je nach Verwendung entweder ein Kraftfahrzeug oder eine Straßenbahn. Es dient der Reinigung und Schmierung von Gleissträngen der Straßenbahnen, da sich in den dort eingesetzten Rillenschienen leicht Schmutzpartikel sammelt.
Schienenreinigungsfahrzeuge sind mit vier Gummireifen und – abhängig vom Typ der Schienenführung – mit vier bzw. acht Schienenrädern ausgestattet. Die Schienenräder werden durch eine Hydraulik auf die Schiene gepresst, wodurch die Fahrzeugvorderachse von der Schiene ausgehoben wird. Die Reifen der Hinterachse verbleiben meist auf dem Straßenbelag, um Antrieb und Bremsung zu gewährleisten.
Fährt ein Schienenreinigungsfahrzeug schienengebunden auf den Gleisen der Straßenbahn, gilt es als Straßenbahn, sodass die Vorschriften der Bau- und Betriebsordnung Straßenbahnen beachtet werden müssen. Im Schienenbetrieb führen die Fahrzeuge abhängig von der Betreibervorschrift am Heck ein Hinweisschild mit der Aufschrift Schienenbetrieb und haben in der Regel auf dem Dach orangefarbene Rundumkennleuchten in Betrieb. Gesetzlich vorgeschrieben ist im Schienenverkehr die Anpassung an Schienenfahrzeuge; so muss ein Signallicht mittig auf dem Führerhausdach gezeigt werden, damit das Fahrzeug das Signalbild (ein so genanntes Dreilicht-Spitzensignal) eines Schienenfahrzeuges erhält.
Weltweiter Marktführer ist das Unternehmen Schörling Railtech aus Sehnde in Niedersachsen, dieses wurde 2008 von der ZAGRO Bahn- und Baumaschinen GmbH übernommen und firmiert seit 2018 unter ZWEIWEG International GmbH & Co. KG.